# Kasaï (Provinz)
Koordinaten: 5° 21′ S, 21° 25′ O
Kasaï (auf Deutsch auch Kasai) ist eine Provinz in der Demokratischen Republik Kongo. Hauptstadt von Kasaï ist die Kleinstadt Luebo, während die größte Stadt der Region Tshikapa ist. Die Provinz hatte 2015 ca. 2,8 Millionen Einwohner.

## Geographie
Kasaï liegt im südwestlichen Zentrum des Landes. Es grenzt im Norden an Tshuapa, im Nordosten an Sankuru, im Osten an Kasaï-Central, im Süden an Angola, im Südwesten an Kwango und im Westen an Kwilu und Mai-Ndombe. Durch die Provinz fließt der Kasai, ein Nebenfluss des Kongos.

### Verwaltungsgliederung
Die Provinz unterteilt sich in die fünf Territorien Dekese, Ilebo, Luebo, Mweka und Tshikapa sowie die Stadt Tshikapa.

### Demographie
| Zensus 1. Juli 1984 | Projektion 1. Juli 2010 | Projektion 1. Juli 2015 | Projektion 1. Juli 2020 |
| ------------------- | ----------------------- | ----------------------- | ----------------------- |
| 1.096.783           | 2.388.000               | 2.801.000               | 3.417.000               |

## Städte in Kasai

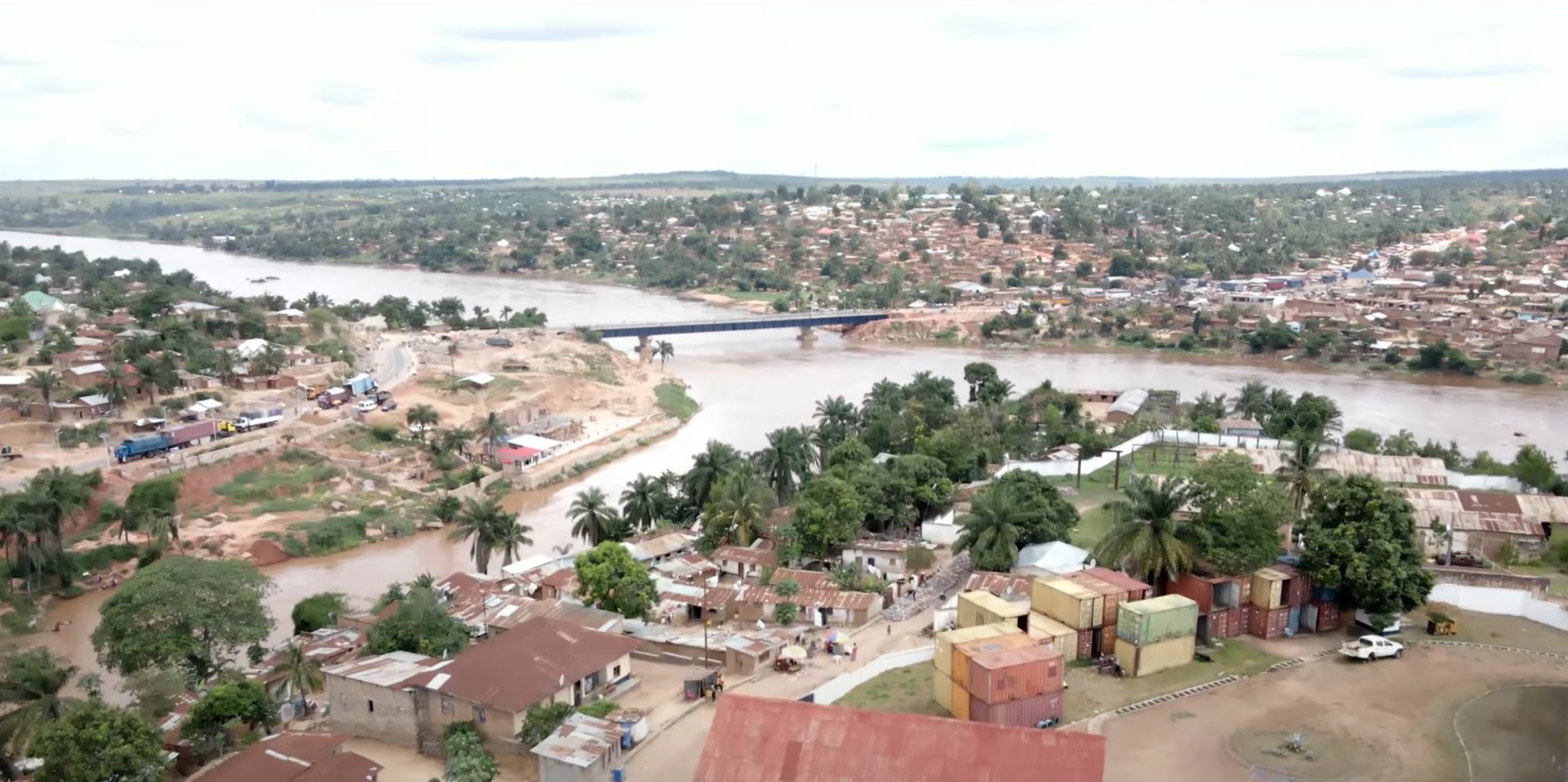
Luftbild der Stadt Tshikapa am Fluss Kasai aus dem Jahr 2022

- Luebo
- Tshikapa
- Dekese
- Ilebo
- Kamonia
- Mweka

## Geschichte
Das Gebiet der heutigen Provinz Kasaï gehörte seit der Unabhängigkeit der DR Kongo zu verschiedenen Provinzen. Bis 1962 war es, zusammen mit dem heutigen Kasaï-Central, Kasaï-Oriental, Lomami und Sankuru Teil einer größeren Provinz, die auch den Namen „Kasai“ trug, von 1962 bis 1966 war es Teil der „Unité Kasaïenne“ und ab 1966 gehörte es zu Kasai-Occidental.
Eine 2005 beschlossene Verwaltungsreform sah vor, dem Distrikt Kasaï den Provinzstatus zu erteilen. Sie wurde jedoch nicht umgesetzt und im Januar 2011 durch eine Verfassungsänderung von Präsident Joseph Kabila abgesagt. Allerdings wurde die Neugliederung 2015 doch umgesetzt und Kasaï-Occidental wurde in zwei neue Provinzen aufgeteilt: Kasaï und Kasaï-Central.